# Creencia en Dios

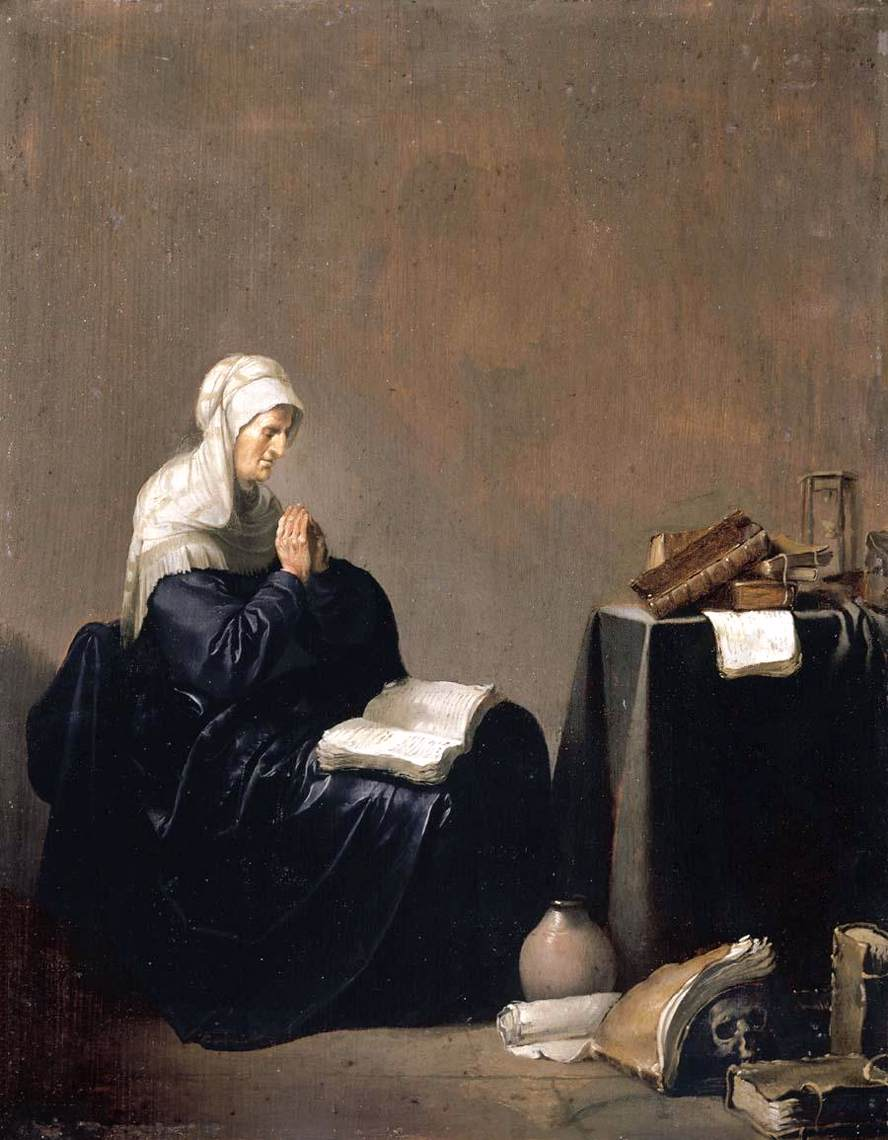
Mujer rezando, de Willem de Poorter, mediados del.

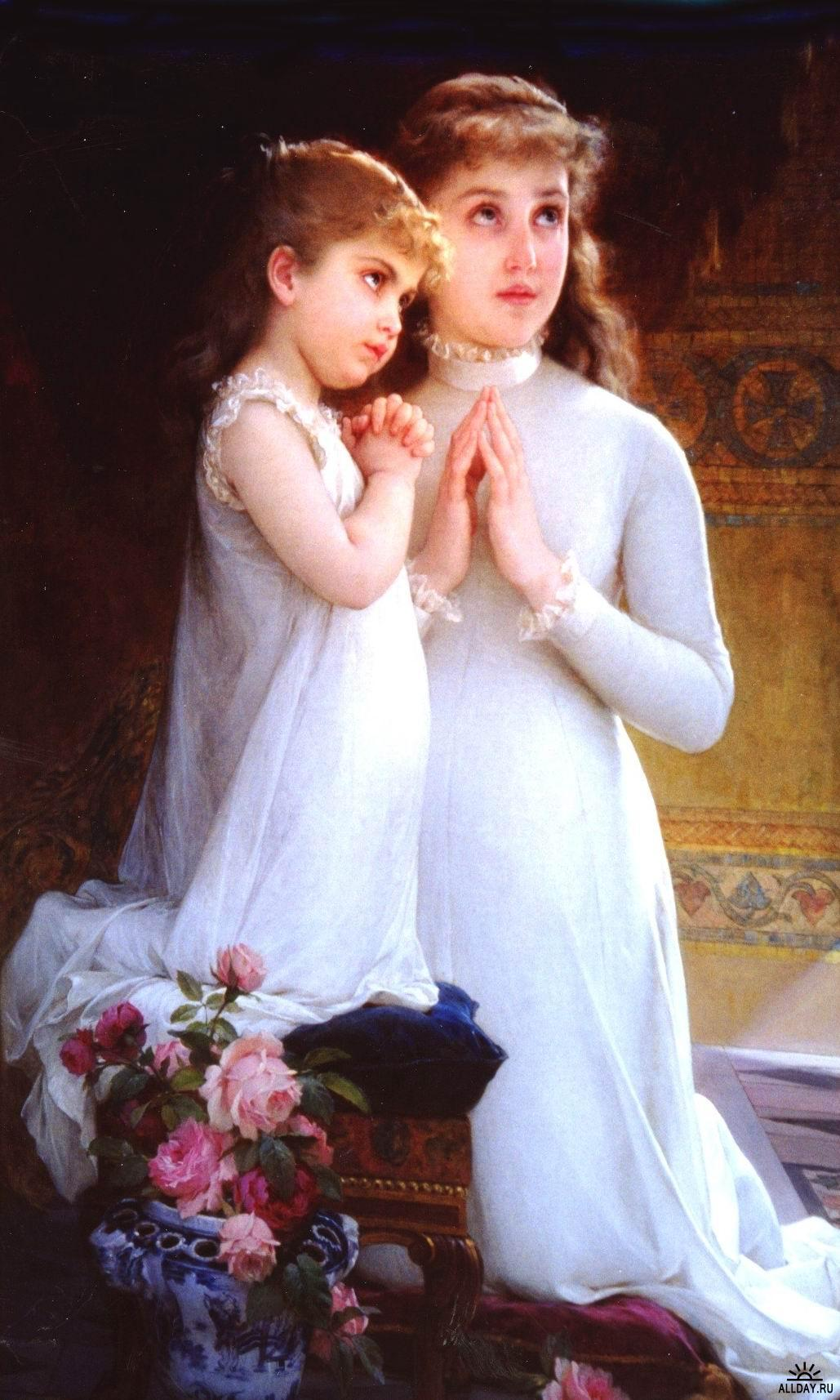
Niña y joven rezando, de Émile Munier, finales del.

La creencia en Dios, su opuesto -la increencia-, los distintos grados entre ambas, y las distintas formas de tal creencia, son un tema central del pensamiento. En él confluyen la teología, la filosofía o la antropología.

... en la actualidad Dios no encuentra fácil acomodo, al menos en la geografía occidental. Hace más de un siglo que Nietzsche... lo declaró viejo y cansado, incapaz de asumir las tareas que los nuevos tiempos demandan [-muerte de Dios-]. Y un gran conocedor e intérprete de Nietzsche, M. Heidegger, no tuvo reparo en afirmar que “en el ámbito del pensamiento es mejor no hablar de Dios”. ... Occidente ha seguido, más bien, el itinerario de Feuerbach: “Dios fue mi primer pensamiento, el segundo la razón, y el tercero y último el hombre”. En el ámbito filosófico, la teología de ayer se llama hoy antropología. Y tampoco asistimos en la actualidad a contundentes proclamaciones de ateísmo. El ardor negativo de otros tiempos ha dado paso al desinterés actual. Muchos ateos de ayer prefieren llamarse hoy increyentes.

La creencia en Dios puede darse mediante muy distintas posiciones teístas: el politeísmo (creencia en múltiples divinidades), el henoteísmo (consideración de una sola divinidad como digna de culto, negando tal condición a otras, cuya existencia puede ser o no objeto de cuestión), el monoteísmo (creencia en un solo Dios), el panenteísmo (creencia en un Dios que subsume y trasciende el universo), el panteísmo (creencia en un Dios identificado con el universo), etc.
El ateísmo niega la creencia en la existencia de Dios y el agnosticismo niega el conocimiento de tal existencia (o incluso la posibilidad misma de tal conocimiento).
Las distintas religiones no son tanto diferentes formas o propuestas de creencia en Dios como cuerpos doctrinales que orientan la vida y que en consecuencia generan un modo de actuar.
Se han buscado razones biológicas, psicológicas y sociológicas para explicar la prevalencia de la creencia en Dios en la población en general, así como las diferencias entre distintos grupos humanos y a lo largo de la historia.